# Городское поселение Приобье
Городско́е поселе́ние Приобье — муниципальное образование в Октябрьском районе Ханты-Мансийского автономного округа Российской Федерации.
Административный центр — пгт Приобье.

## История
Статус и границы городского поселения установлены Законом Ханты-Мансийского автономного округа — Югры от 25 ноября 2004 года № 63-оз «О статусе и границах муниципальных образований Ханты-Мансийского автономного округа — Югры».

## Население
| 2009  | 2010  | 2012  | 2013  | 2014  | 2015  | 2016  |
| ----- | ----- | ----- | ----- | ----- | ----- | ----- |
| 7376  | ↘7215 | ↘7165 | ↘7078 | ↘6976 | ↘6940 | ↘6856 |
| 2017  | 2018  | 2019  | 2020  | 2021  |       |       |
| ↘6783 | ↘6643 | ↘6623 | ↘6529 | ↗7550 |       |       |

## Состав городского поселения
| № | Населённый пункт | Тип населённого пункта      | Население |
| - | ---------------- | --------------------------- | --------- |
| 1 | Приобье          | пгт, административный центр | ↗7550     |